# Бужора
Бужо́ра — найвища вершина Вулканічного хребта Українських Карпат. Розташована на масиві Великий Діл, на межі Керецьківської та Іршавської громад Хустського району Закарпатської області, на північний схід від міста Іршави. Висота — 1086 м.
Слабо опукла вершина і стрімкі, розчленовані притоками річки Боржави, схили є рештками згаслого вулкана. Складається з андезитів, андезито-базальтів і туфів. Вкрита буковими лісами і пралісами. Південні схили гори стрімкі, західні та північні — пологі. На захід від вершини розташована гідрологічна пам'ятка природи — болото «Чорне багно», на південний захід — заказник державного значення Зачарована долина. На північ та північний схід від Бужори, за долиною річки Боржави лежить потужний гірський масив — Полонина Боржава.
Найближчі населені пункти: с. Росош, с. Керецьки, с. Осій, с. Підгірне.
На північному сході від вершини бере початок струмок Бистрий, правий доплив Боржави.